# Karen Dolva
Karen Marcussen Dolva (Asker, Noruega, 1990) és una dissenyadora d'interacció i emprenedora noruega. És cofundadora, amb Marius Aabel i Matias Doyle, de l'empresa tecnològica No Isolation, creada el 2015, de la qual és actualment directora general. Amb la companyia va dissenyar un robot el 2016, l'AV1 que té com a funció d'ajudar els joves, que no poden anar a escola per motius de salut, a assistir a les classes a distància, i KOMP, un ordinador que fa de dispositiu de comunicació amb una pantalla i un sol botó pensat per a la gent gran que està sola.

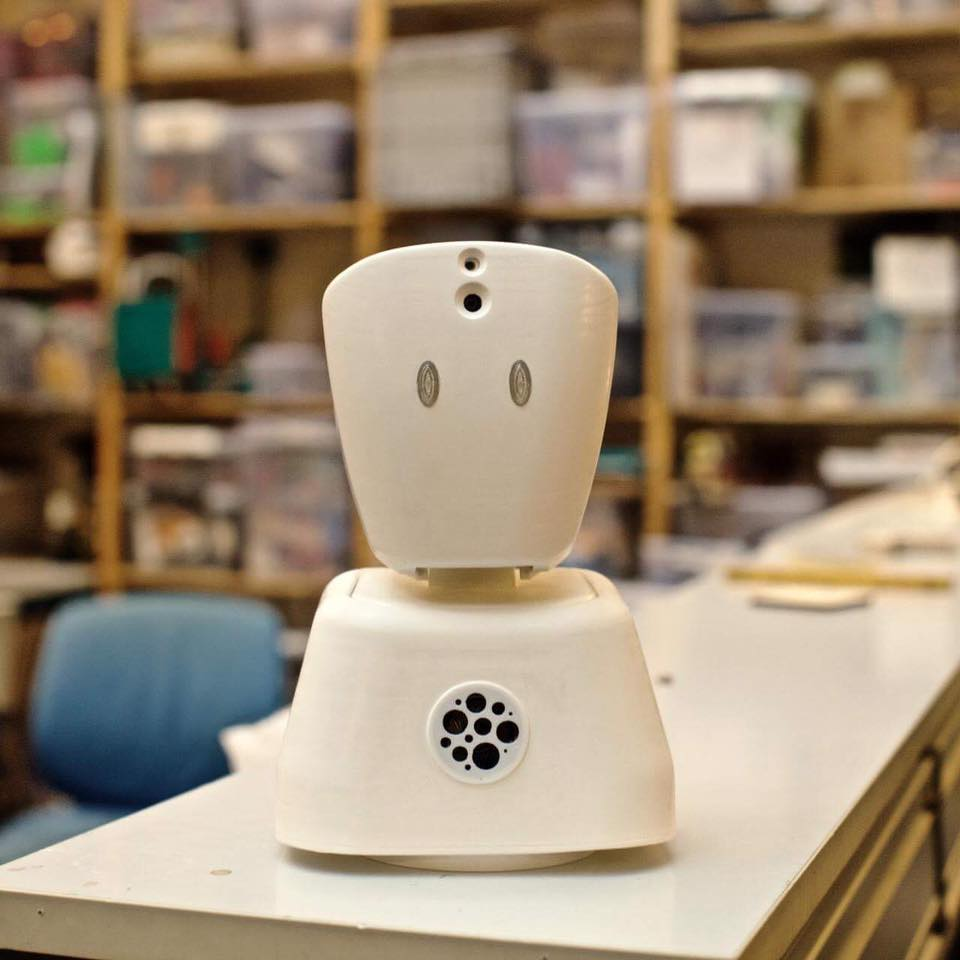
l'AV1

El 2018 aparegué a la llista de les 30 personalitats de menys de 30 anys (en anglès: 30 under 30) establerta anualment per la revista estatunidenca Forbes a la categoria d' "Emprenedors Socials".
També va guanyar el 2018 el premi que atorga la Unió Europea a les dones innovadores (en anglès «Rising Innovators»). A l'octubre del mateix any va aparèixer a la llista Forbes: "Les 50 millors dones en tecnologia d'Europa".
Dos anys després, el 23 de novembre del 2020, la jove innovadora noruega va figurar a la llista de les 100 dones més influents de l'any que publica la BBC anualment.